# Хоськи
Хоськи — деревня в Рославльском районе Смоленской области России. Входит в состав Рославлького сельского поселения. Население — 45 жителей (2007 год). 
Расположена в южной части области в 7 км к северо-западу от Рославля, в 1 км западнее автодороги А141 Орёл — Витебск, на берегу реки Остёр. В 2 км юго-восточнее деревни расположена железнодорожная станция Остёр на линии Смоленск — Рославль. 

## История
В годы Великой Отечественной войны деревня была оккупирована гитлеровскими войсками в августе 1941 года, освобождена в сентябре 1943 года.